# Geppetto & The Whales
Geppetto & The Whales is een in 2009 opgerichte Belgische band, afkomstig uit de Antwerpse Noorderkempen, die een mix brengt van americana en meerstemmige pop. Hun deelnames aan de Humo's Rock Rally in 2010 en 2012 resulteerden in een grote bekendheid in het Vlaamse muzieklandschap. De groep werd in november 2012 genomineerd voor de Music Industry Award in de categorie 'Doorbraak'.

## Geschiedenis
De eerste media-aandacht voor het kwintet kwam er in 2010 naar aanleiding van hun deelname aan de Humo's Rock Rally. De voorronde van de wedstrijd op 23 januari 2010 was het eerste optreden dat de groep ooit gaf.
Hun eerste single, Oh My God, werd goed onthaald door de Vlaamse pers en werd een hit op radiostations als Radio 1 en Studio Brussel. Ook de tweede single, Juno, kende succes en haalde een 3de plaats in de Vox-lijst van Radio 1 en een 6de plaats in De Afrekening van Studio Brussel. Juno kreeg eveneens een plaats op "De Afrekening 52", een compilatie van Studio Brussel met het beste van 2011.
De grotere bekendheid van Geppetto & The Whales resulteerde in optredens op festivals als Pukkelpop, Festival Dranouter en Maanrock, maar ook in concertzalen als de Ancienne Belgique in Brussel, De Vooruit in Gent, Paradiso (Amsterdam), Tivoli (Utrecht), Handelsbeurs (Gent), Botanique en de Trix in Antwerpen.
Hun groeiende live-reputatie mondde uit in een tweede deelname aan de Humo’s Rock Rally in 2012, waar de groep als pers-en publieksfavoriet ditmaal een finaleplaats kon bemachtigen. Hun muziek is getypeerd door jachtige ritmes, harmoniezang en folky flavour.
In februari 2012 werd Geppetto & The Whales bekroond met een Cutting Edge Award tot het talent van het jaar 2011. Rond dezelfde periode speelde de groep in het voorprogramma van de Amerikaanse band Megafaun voor hun optredens in de Ancienne Belgique, de Vooruit en Doornroosje in Nijmegen.
Op 6 februari 2012 nam het vijftal in de Toots-Studio van de VRT, op uitnodiging van Radio 1, een cover op van Road to Nowhere van Carole King.
In begin maart 2012 nam de band onder leiding van Pascal Deweze (Broken Glass Heroes, Metal Molly e.a.) een EP op in de studio La Chapelle die in september 2012 verscheen. De ondertekening van een platencontract met EMI Records in mei 2012 werd een maand later gevolgd door het verschijnen van een nieuwe single, Rufus, een meerstemmig zwerverslied. 
In juli 2012 verscheen vervolgens de single Duquesne’s Horse. Het nummer, waarvan de mixage verzorgd werd door Reinhard Vanbergen van Das Pop, haalde terug De Afrekening van Studio Brussel. Het 7 nummers tellende (mini)album People of Galicove verscheen op 22 september 2012.
De verschillende muziekuitgaven in 2012 gingen gepaard met een drukke concertagenda (met meer dan 50 optredens). Geppetto & The Whales werd geprogrammeerd op grote festivals als Pukkelpop, Festival Dranouter, Boomtown Festival, CrammerocK en Rock Zottegem.
Half januari 2014 verscheen het eerste full-album Heads Of Woe, de plaat werd net zoals de EP People Of Galicove opgenomen in studio La Chapelle in Weismes. De opnames vonden plaats tijdens de zomer van 2013 met de Amerikaan Thom Monahan als producer.

## Discografie

### Singles
- Oh My God (2011)
- Juno (2011)
- Rufus (2012)
- Duquesne's Horse (2012)
- 1814 (2013)
- For The Black Hand At Dawn (2014)
- Heads (2014)
- I Know Who You Were (2018)
- Tall Leaves (2018)
- Ruts (2019)

### Ep's
- People of Galicove (2012)

### Albums
- Heads Of Woe (2014)
- Passages (2019)

### Overig
- Juno, Afrekening 52, Studio Brussel (2012)
- Juno, Life is Music 2012/1 Studio Brussel (2012)
- Rufus, Alle 40 Goed: Belpop (2012)
- Duquesne's Horse, Life is Music 2012/2, Studio Brussel (2012)
- Duquesne's Horse, Humo 2012 (2012)
- Duquesne's Horse, Afrekening 53 Best Of 2012, Studio Brussel (2012)
- 1814, Life is Music 2013/2, Studio Brussel (2013)